# Tour de Parnass
La tour de Parnass est une tour d'acier de 20 mètres de haut construite à Plön en Allemagne. Elle fut construite en 1888.